# Leptodermis virgata
Leptodermis virgata là một loài thực vật có hoa trong họ Thiến thảo. Loài này được Edgew. ex Hook.f. mô tả khoa học đầu tiên năm 1881.